# Joseph C. Wolff
Pour les articles homonymes, voir Joseph Wolff et Wolff.
Joseph C. Wolff (Besançon, 18 janvier 1849 - New York, 26 novembre 1896) est un politicien et juriste américain, qui fut notamment membre de l'Assemblée et du Sénat de l'État de New York.

## Biographie
La famille de Joseph C. Wolff est originaire de Besançon, mais elle émigre en 1855 aux États-Unis d'Amérique et s'installe à New York,. Wolff s'engage dans le 2e régiment de cavalerie légère de New York comme clairon, et prend part aux batailles d'Opequon, de Cedar Creek et de Five Forks,. Diplômé de la Columbia Law School en 1874, il entre au barreau de New York et commence sa carrière d'avocat,. Il siège à l'Assemblée de l'État de New York en 1893, puis au Sénat de l'État de New York en 1894 et 1895,,. Joseph C. Wolff est enfin nommé greffier du septième tribunal de district. Il décède le 26 novembre 1896 à son domicile new-yorkais, des suites d'une maladie,.